# Ianthocincla cineracea
Ianthocincla cineracea é uma espécie de ave da família Leiothrichidae.
Pode ser encontrada nos seguintes países: China, Índia e Myanmar.
Os seus habitats naturais são: regiões subtropicais ou tropicais húmidas de alta altitude.